# Kalinovac (Serbia)
Kalinovac (cyr. Калиновац) – wieś w Serbii, w okręgu kolubarskim, w gminie Ub. W 2011 roku liczyła 406 mieszkańców.